# Kárpok

A Római Birodalom és a határai mentén élő népek (125 körül)

A kárpok (latinul carpi vagy  carpiani) ókori nép volt Délkelet-Európában. Klaudiosz Ptolemaiosz i. e. 130 és 148 között készült Geographia című művében írt róluk (görögül Καρπιάνοι) Karpianoi néven, és a Kárpátokat pedig ó Karpátes oros–nak nevezte.
A kárpok származása vitatott. Lehetséges, hogy dák, germán vagy szarmata, tehát iráni dialektust beszéltek. A Római Császárság idejéből származó források szerint Dacia a Római Birodalom által meg nem hódított területein dákok, costobocik és kárpok éltek. Néhány történész  „szabad dákok”-nak tartja ezeket a népeket, bár erre jelenleg semmi tényleges bizonyíték nincs, sőt a római történetirók a szkítákkal rokon népnek írják le őket vagy egyenesen egy szkíta törzsnek. ( Publius Herennius Dexippus )
A római háborúkról írt 240 előtti beszámolókban még nem szerepeltek. A 3. század közepén Publius Herennius Dexippus tett  említést a kárpokról, akik a szkítáknak nevezett népekkel együtt támadták a Római Birodalmat. Iordanes szerint harcias nép volt, gyakran kimutatta ellenséges érzületét Róma iránt. Germán, sőt szarmata népekkel (roxolánok, basztarnák és gótok) szövetkezve támadták a római provinciákat. Philippus Arabs kénytelen volt békét kötni velük, Decius véget vetett 248-ban alsó-moesiai betörésüknek. 
272-ben Aurelianusnak sikerült legyőznie a kárpokat, és ennek emlékére kapta a carpicus cognoment a római szenátustól. Pannóniában Pécs környékére telepítette őket. Valamivel később döntött Dacia kiürítéséről, és a kárpok nagy részét oda telepítette át. Diocletianus újra elköltöztette őket, 299-ben megkapta ezért a carpicus maximus cognoment. Egy idő után a kárpok ismét mozgolódtak, ezért I. Constantinus római császár nagy földsáncokat építtetett, hogy elválassza a hegyekbe telepített törzseket a pannon síkságon élő szövetségesektől. Constantinus halála után a gót tervingek vették ellenőrzésük alá a Havasalföldet. Nem ismeretes azonban, hogy legyőzték-e a kárpokat. Zószimosz történetíró 500 körül arról számolt be, hogy 379 és 395 között I. Theodosius római császár  visszaverte a hunok, szkírek és kárpodákok  támadásait. A kb. 340 és 390 között élt Eutropius szerint a kárpokat tömegesen telepítették szövetségesként a határvidékekre. Zószimosz tett utoljára említést a kárpodákokról a 4. század végén. Lehetséges, hogy a Kárpátokat róluk nevezték el.

## Fordítás
- Ez a szócikk részben vagy egészben  a   Karpen című német Wikipédia-szócikk fordításán alapul.  Az eredeti cikk szerkesztőit annak laptörténete sorolja fel. Ez a jelzés csupán a megfogalmazás eredetét és a szerzői jogokat jelzi, nem szolgál a cikkben szereplő információk forrásmegjelöléseként.